# 대규모 협업
대규모 협업(mass collaboration)은 많은 수의 사람들이 단일 프로젝트에서 독립적으로 작업할 때 발생하는 집단 행위의 한 형태이며, 성격상 모듈식인 경우가 많다. 이러한 프로젝트는 일반적으로 협업이 위치할 수 있는 잠재적으로 무한한 하이퍼텍스트 기반을 제공하는 위키 기술과 같은 소셜 소프트웨어 및 컴퓨터 지원 협업 도구를 사용하여 인터넷에서 수행된다. 리눅스 등 오픈소스 소프트웨어는 대규모 협업을 통해 개발됐다.

## 요인

### 모듈성
모듈화를 통해 여러 팀이 동일한 모듈에서 작업하고 각각 서로 다른 솔루션을 제안하면서 대량의 실험을 병렬로 진행할 수 있다. 모듈화를 통해 서로 다른 "블록"을 쉽게 조립할 수 있어 모두 함께 들어맞는 분산형 혁신을 촉진할 수 있다.

## 같이 보기
- 클라우드 컴퓨팅
- 집단 지성
- 깃허브
- 인육수색
- 정보기관
- 대중 전달
- 개방형 협업
- SCP 재단
- 싱크탱크